# Miguel Linares
Miguel Linares Cólera (Saragozza, 30 settembre 1982) è un ex calciatore spagnolo, di ruolo attaccante.